# Ia io
Ia io és una espècie de ratpenat de la família dels vespertiliònids. Viu a la Xina, Laos, Myanmar, el Nepal, Tailàndia i el Vietnam. El seu hàbitat natural són els boscos humits tropicals, on nia dins de coves. Segons la regió, se'l pot trobar en zones càrstiques i no càrstiques. Es creu que no hi ha cap amenaça significativa per a la supervivència d'aquesta espècie, tot i que algunes poblacions estan afectades per la destrucció d'hàbitat.